# Mistrzostwa Świata w Lekkoatletyce 1987
2. Mistrzostwa Świata w Lekkoatletyce – zawody sportowe, zorganizowane przez IAAF, które odbyły się w dniach 28 sierpnia – 6 września 1987 roku na Stadionie Olimpijskim w stolicy Włoch, Rzymie.

## Medaliści
| WR – rekord świata \| CR – rekord mistrzostw \| NR – rekord kraju \| AR – rekord kontynentu \| PB – rekord życiowy |

### Mężczyźni
| Konkurencja:                       | 1. miejsce                                                                        | Rezultat | 2. miejsce                                                                         | Rezultat | 3. miejsce                                                                   | Rezultat |
| 100 m (szczegóły)                  | Carl Lewis · Stany Zjednoczone                                                    | 9,93     | Ray Stewart · Jamajka                                                              | 10,08    | Linford Christie · Wielka Brytania                                           | 10,14    |
| 200 m (szczegóły)                  | Calvin Smith · Stany Zjednoczone                                                  | 20,16    | Gilles Quénéhervé · Francja                                                        | 20,16    | John Regis · Wielka Brytania                                                 | 20,18    |
| 400 m (szczegóły)                  | Thomas Schönlebe · NRD                                                            | 44,33    | Innocent Egbunike · Nigeria                                                        | 44,56    | Butch Reynolds · Stany Zjednoczone                                           | 44,80    |
| 800 m (szczegóły)                  | Billy Konchellah · Kenia                                                          | 1:43,06  | Peter Elliott · Wielka Brytania                                                    | 1:43,41  | José Luíz Barbosa · Brazylia                                                 | 1:43,76  |
| 1 500 m (szczegóły)                | Abdi Bile · Somalia                                                               | 3:36,80  | José Luis González · Hiszpania                                                     | 3:38,03  | Jim Spivey · Stany Zjednoczone                                               | 3:38,82  |
| 5 000 m (szczegóły)                | Saïd Aouita · Maroko                                                              | 13:26,44 | Domingos Castro · Portugalia                                                       | 13:27,59 | Jack Buckner · Wielka Brytania                                               | 13:27,74 |
| 10 000 m (szczegóły)               | Paul Kipkoech · Kenia                                                             | 27:38,63 | Francesco Panetta · Włochy                                                         | 27:48,98 | Hansjörg Kunze · NRD                                                         | 27:50,37 |
| Maraton (szczegóły)                | Douglas Wakiihuri · Kenia                                                         | 2:11:48  | Ahmed Salah · Dżibuti                                                              | 2:12:30  | Gelindo Bordin · Włochy                                                      | 2:12:40  |
| 3 000 m z przeszkodami (szczegóły) | Francesco Panetta · Włochy                                                        | 8:08,57  | Hagen Melzer · NRD                                                                 | 8:10,32  | William Van Dijck · Belgia                                                   | 8:12,18  |
| 110 m przez płotki (szczegóły)     | Greg Foster · Stany Zjednoczone                                                   | 13,21    | Jon Ridgeon · Wielka Brytania                                                      | 13,29    | Colin Jackson · Wielka Brytania                                              | 13,38    |
| 400 m przez płotki (szczegóły)     | Edwin Moses · Stany Zjednoczone                                                   | 47,46    | Danny Harris · Stany Zjednoczone                                                   | 47,48    | Harald Schmid · RFN                                                          | 47,48    |
| Chód na 20 km (szczegóły)          | Maurizio Damilano · Włochy                                                        | 1:20:45  | Jozef Pribilinec · Czechosłowacja                                                  | 1:21:07  | José Marín · Hiszpania                                                       | 1:21:24  |
| Chód na 50 km (szczegóły)          | Hartwig Gauder · NRD                                                              | 3:40:53  | Ronald Weigel · NRD                                                                | 3:41:30  | Wiaczesław Iwanienko · ZSRR                                                  | 3:44:02  |
| 4 × 100 m (szczegóły)              | Stany Zjednoczone · Lee McRae · Lee McNeill · Harvey Glance · Carl Lewis          | 37,90    | ZSRR · Aleksandr Jewgienjew · Wiktor Bryzhin · Władimir Murawjow · Władimir Kryłow | 38,02    | Jamajka · John Mair · Andrew Smith · Clive Wright · Ray Stewart              | 38,41    |
| 4 × 400 m (szczegóły)              | Stany Zjednoczone · Danny Everett · Roddie Haley · Antonio McKay · Butch Reynolds | 2:57,29  | Wielka Brytania · Derek Redmond · Kriss Akabusi · Roger Black · Phil Brown         | 2:58,86  | Kuba · Leandro Peñalver · Agustín Pavó · Lázaro Martínez · Roberto Hernández | 2:59,16  |
| Skok wzwyż (szczegóły)             | Patrik Sjöberg · Szwecja                                                          | 2,38     | Hennadij Awdiejenko Igor Paklin                                                    | 2,38     |                                                                              |          |
| Skok o tyczce (szczegóły)          | Siergiej Bubka · ZSRR                                                             | 5,85     | Thierry Vigneron · Francja                                                         | 5,80     | Rodion Gataullin · ZSRR                                                      | 5,80     |
| Skok w dal (szczegóły)             | Carl Lewis · Stany Zjednoczone                                                    | 8,67     | Robert Emmijan · ZSRR                                                              | 8,53     | Larry Myricks · Stany Zjednoczone                                            | 8,33     |
| Trójskok (szczegóły)               | Christo Markow · Bułgaria                                                         | 17,92    | Mike Conley · Stany Zjednoczone                                                    | 17,67    | Oleg Sakirkin · ZSRR                                                         | 17,43    |
| Pchnięcie kulą (szczegóły)         | Werner Günthör · Szwajcaria                                                       | 22,23    | Alessandro Andrei · Włochy                                                         | 21,88    | John Brenner · Stany Zjednoczone                                             | 21,75    |
| Rzut dyskiem (szczegóły)           | Jürgen Schult · NRD                                                               | 68,74    | John Powell · Stany Zjednoczone                                                    | 66,22    | Luis Delís · Kuba                                                            | 66,02    |
| Rzut młotem (szczegóły)            | Siergiej Litwinow · ZSRR                                                          | 83,06    | Jüri Tamm · ZSRR                                                                   | 80,84    | Ralf Haber · NRD                                                             | 80,76    |
| Rzut oszczepem (szczegóły)         | Seppo Räty · Finlandia                                                            | 83,54    | Wiktor Jewsiukow · ZSRR                                                            | 82,52    | Jan Železný · Czechosłowacja                                                 | 82,20    |
| Dziesięciobój (szczegóły)          | Torsten Voss · NRD                                                                | 8680     | Siegfried Wentz · RFN                                                              | 8461     | Pawło Tarnowecki · ZSRR                                                      | 8375     |

### Kobiety
| Konkurencja:                   | 1. miejsce                                                                          | Rezultat | 2. miejsce                                                                  | Rezultat | 3. miejsce                                                                            | Rezultat |
| 100 m (szczegóły)              | Silke Gladisch · NRD                                                                | 10,90    | Heike Drechsler · NRD                                                       | 11,00    | Merlene Ottey · Jamajka                                                               | 11,04    |
| 200 m (szczegóły)              | Silke Gladisch · NRD                                                                | 21,74    | Florence Griffith · Stany Zjednoczone                                       | 21,96    | Merlene Ottey · Jamajka                                                               | 22,06    |
| 400 m (szczegóły)              | Olha Bryzhina · ZSRR                                                                | 49,38    | Petra Müller · NRD                                                          | 49,94    | Kirsten Emmelmann · NRD                                                               | 50,20    |
| 800 m (szczegóły)              | Sigrun Wodars · NRD                                                                 | 1:55,26  | Christine Wachtel · NRD                                                     | 1:55,32  | Lubow Gurina · ZSRR                                                                   | 1:55,56  |
| 1 500 m (szczegóły)            | Tetiana Samolenko · ZSRR                                                            | 3:58,56  | Hildegard Körner · NRD                                                      | 3:58,67  | Doina Melinte · Rumunia                                                               | 3:59,27  |
| 3 000 m (szczegóły)            | Tetiana Samolenko · ZSRR                                                            | 8:38,73  | Maricica Puică · Rumunia                                                    | 8:39,45  | Ulrike Bruns · NRD                                                                    | 8:40,30  |
| 10 000 m (szczegóły)           | Ingrid Kristiansen · Norwegia                                                       | 31:05,85 | Ołena Żupijewa · ZSRR                                                       | 31:09,40 | Kathrin Ullrich · NRD                                                                 | 31:11,34 |
| Maraton (szczegóły)            | Rosa Mota · Portugalia                                                              | 2:25:17  | Zoja Iwanowa · ZSRR                                                         | 2:32:38  | Jocelyne Villeton · Francja                                                           | 2:32:53  |
| 100 m przez płotki (szczegóły) | Ginka Zagorczewa · Bułgaria                                                         | 12,34    | Gloria Uibel · NRD                                                          | 12,44    | Cornelia Oschkenat · NRD                                                              | 12,46    |
| 400 m przez płotki (szczegóły) | Sabine Busch · NRD                                                                  | 53,62    | Debbie Flintoff-King · Australia                                            | 54,19    | Cornelia Ullrich · NRD                                                                | 54,31    |
| Chód na 10 km (szczegóły)      | Irina Strachowa · ZSRR                                                              | 44:12    | Kerry Saxby · Australia                                                     | 44:23    | Yan Hong · Chiny                                                                      | 44:42    |
| 4 × 100 m (szczegóły)          | Stany Zjednoczone · Alice Brown · Diane Williams · Florence Griffith · Pam Marshall | 41,58    | NRD · Silke Gladisch · Cornelia Oschkenat · Kerstin Behrendt · Marlies Göhr | 41,95    | ZSRR · Iryna Slusar · Natalja Pomoszcznikowa · Natalija Herman · Olga Antonowa        | 42,33    |
| 4 × 400 m (szczegóły)          | NRD · Dagmar Neubauer · Kirsten Emmelmann · Petra Müller · Sabine Busch             | 3:18,63  | ZSRR · Aelita Jurczenko · Olga Nazarowa · Marija Pinigina · Olha Bryzhina   | 3:19,50  | Stany Zjednoczone · Diane Dixon · Denean Howard · Valerie Brisco · Lillie Leatherwood | 3:21,04  |
| Skok wzwyż (szczegóły)         | Stefka Kostadinowa · Bułgaria                                                       | 2,09     | Tamara Bykowa · ZSRR                                                        | 2,04     | Susanne Beyer · NRD                                                                   | 1,99     |
| Skok w dal (szczegóły)         | Jackie Joyner-Kersee · Stany Zjednoczone                                            | 7,36     | Jelena Bielewska · ZSRR                                                     | 7,14     | Heike Drechsler · NRD                                                                 | 7,13     |
| Pchnięcie kulą (szczegóły)     | Natalja Lisowska · ZSRR                                                             | 21,24    | Kathrin Neimke · NRD                                                        | 21,21    | Ines Müller · NRD                                                                     | 20,76    |
| Rzut dyskiem (szczegóły)       | Martina Hellmann · NRD                                                              | 71,62    | Diana Gansky · NRD                                                          | 70,12    | Cwetanka Christowa · Bułgaria                                                         | 68,82    |
| Rzut oszczepem (szczegóły)     | Fatima Whitbread · Wielka Brytania                                                  | 76,64    | Petra Felke · NRD                                                           | 71,76    | Beate Peters · RFN                                                                    | 68,82    |
| Siedmiobój (szczegóły)         | Jackie Joyner-Kersee · Stany Zjednoczone                                            | 7128     | Łarisa Nikitina · ZSRR                                                      | 6564     | Jane Frederick · Stany Zjednoczone                                                    | 6502     |

## Klasyfikacja medalowa
| Miejsce | Kraj              | Złoto | Srebro | Brąz | Razem |
| 1.      | NRD               | 10    | 11     | 10   | 31    |
| 2.      | Stany Zjednoczone | 10    | 4      | 6    | 20    |
| 3.      | ZSRR              | 7     | 12     | 6    | 25    |
| 4.      | Bułgaria          | 3     | 0      | 1    | 4     |
| 5.      | Kenia             | 3     | 0      | 0    | 3     |
| 6.      | Włochy            | 2     | 2      | 1    | 5     |
| 7.      | Wielka Brytania   | 1     | 3      | 4    | 8     |
| 8.      | Portugalia        | 1     | 1      | 0    | 2     |
| 9.      | Finlandia         | 1     | 0      | 0    | 1     |
| 9.      | Maroko            | 1     | 0      | 0    | 1     |
| 9.      | Norwegia          | 1     | 0      | 0    | 1     |
| 9.      | Somalia           | 1     | 0      | 0    | 1     |
| 9.      | Szwecja           | 1     | 0      | 0    | 1     |
| 9.      | Szwajcaria        | 1     | 0      | 0    | 1     |
| 15.     | Francja           | 0     | 2      | 1    | 3     |
| 16.     | Australia         | 0     | 2      | 0    | 2     |
| 17.     | Jamajka           | 0     | 1      | 3    | 4     |
| 18.     | RFN               | 0     | 1      | 2    | 3     |
| 19.     | Czechosłowacja    | 0     | 1      | 1    | 2     |
| 19.     | Hiszpania         | 0     | 1      | 1    | 2     |
| 19.     | Rumunia           | 0     | 1      | 1    | 2     |
| 22.     | Dżibuti           | 0     | 1      | 0    | 1     |
| 22.     | Nigeria           | 0     | 1      | 0    | 1     |
| 24.     | Kuba              | 0     | 0      | 2    | 2     |
| 25.     | Belgia            | 0     | 0      | 1    | 1     |
| 25.     | Brazylia          | 0     | 0      | 1    | 1     |
| 25.     | Chiny             | 0     | 0      | 1    | 1     |